# 萨拉扎克 (加尔省)
萨拉扎克（法語：Salazac，法語發音：[salazak]）是法国加尔省的一个市镇，属于尼姆区。

## 地理
萨拉扎克（44°15'37"N, 4°31'31"E）面积9.98 平方千米，位于法国奧克西塔尼大區加尔省，该省份为法国南部沿海省份，南端濒地中海，北起顺时针与阿尔代什省、沃克吕兹省、罗讷河口省、埃罗省、阿韦龙省和洛泽尔省接壤。
与萨拉扎克接壤的市镇（或旧市镇、城区）包括：艾盖兹、圣克里斯托尔-德罗迪耶尔、圣于连德佩罗拉斯、圣洛朗德卡尔诺尔、圣波莱德凯松。

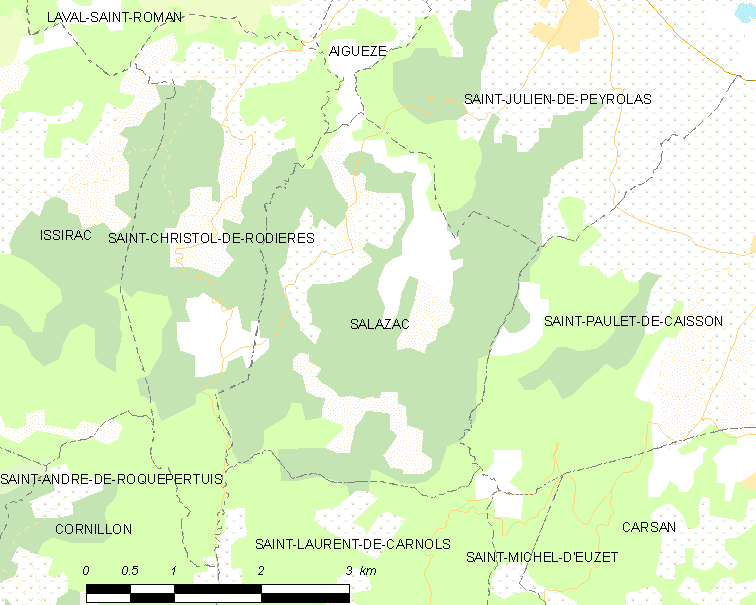
的OSM定位图

萨拉扎克的时区为UTC+01:00、UTC+02:00（夏令时）。

## 行政
萨拉扎克的邮政编码为30760，INSEE市镇编码为30304。

## 政治
萨拉扎克所属的省级选区为蓬圣埃斯普里县。

## 人口

1962-2008年间人口变化图示

萨拉扎克于2022年1月1日时的人口数量为215人。